# Gare de Grefsen
La gare de Grefsen est une gare ferroviaire de la ligne de Gjøvik en Norvège. 

## Situation ferroviaire
Établie à 109.2 m d'altitude, elle est située à 6.6 km d'Oslo.

## Service des voyageurs

### Accueil
La gare n'a ni guichets ni automates, mais une salle d'attente. 

### Desserte
La gare est desservie par des trains locaux et régionaux en direction de Jaren, Gjøvik et Oslo.

### Intermodalités
Un arrêt de bus est situé près de la gare. Deux lignes de tramway (lignes 13 et 17) desservent la gare